# Eulemur coronatus
Lêmure-coroado (Eulemur coronatus) é uma espécie  de lêmure pertencente à família Lemuridae.